# Prionapterus breyeri
Prionapterus breyeri là một loài bọ cánh cứng trong họ Cerambycidae.